# Wroclaw Główny
Wrocław Główny este cea mai mare gară din Wrocław (Polonia), aflată la întretăierea liniilor ferate care vin dinspre sud-est (Opole), sud (Świdnica și Kłodzko), vest (Jelenia Góra și Legnica), nord (Poznań) și nord-est (Głogów).

## Istoric
Gara a fost proiectată de arhitectul regal al căilor ferate Wilhelm Grapow și construită între anii 1855 și 1857 (înlocuind-o pe cea construită între 1841 și 1842). Pe atunci, gara se afla la marginea de sud a orașului, nefiind înconjurată de nici o clădire. În vecinătatea gării era un mic cimitir evreiesc (care ocupa triunghiul format astăzi de străzile  Gwarna si Piłsudskiego) și strada Ottawa (în germana Teich Gasse), numele acesteia provenind de la iazurile folosite pentru piscicultură spre care ducea. Aceste iazuri acopereau câteva sute de hectare, fiind circumscrise de străzile de astăzi Sucha, Gajowa, Gliniana și Borowska. Iar dincolo de iazuri se aflau burguri independente față de orașul Wroclaw, precum Lehmgruben - denumit astăzi cartierul Glinianki (în germ. Lehm, care înseamna "argila" și Grube care înseamna "mină").
Holul vechii gări din 1841 se află pe locul actualului hol central unde putem încă vedea o pasarela folosită astăzi ca terasă interioară, compusă dintr-o sală de așteptare și un restaurant. S-au păstrat încă și urmele unicului peron al vechii gări. Holul, lung aproximativ 200 m a fost, la vremea sa, împreuna cu clădirea gării, cel mai mare edificiu de acest tip din Europa. Aproape de intrările laterale se afla serviciul de expediere a bagajelor, telefonul și telegraful. În clădire exista și un restaurant, săli de așteptare pentru clasele I, II și III și, separat, o altă sală de așteptare pentru oaspeții de seamă care puteau ajunge la peron printr-un culoar special. 
În fața intrării principale a fost construită o mare piața și o gradină. Astăzi, în locul grădinii, se află stația de taxiuri, stația de autobuze și o parcare. Mai există încă fântâna, câteva straturi de flori și câțiva copaci.
Odata cu dezvoltarea orașului și a traficului feroviar, a crescut și nevoia de trenuri. Prețul terenurilor din zonă a crescut puternic, dând startul urbanizării împrejurimilor, în anii următori începând și extinderea gării. Astfel, între anii 1899-1904 a fost demolat depozitul de cărbune din spatele gării pentru a se mai construi cinci peroane noi. Primele patru, cu câte două peroane, erau complet acoperite de un acoperiș în forma de navă; peronul V, cu o singura linie, avea un  acoperiș separat. Numărul șinelor de-a lungul gării, folosite pentru a manevra trenurile, ajunsese la 13. Apoi, tot holul gării a trebuit reconstruit, vechile peroane distruse, iar tavanul coborât. În timpul lucrărilor de reconstrucție din iulie 1903, în Wroclaw a avut loc o mare inundație. Deși în tot acest timp se circula cu barca de la actuala stradă Piłsudskiego până în piața gării, lucrările nu au fost întârziate. 
În timpul celui de-al doilea război mondial pe platoul din fața gării au fost construite depozite și adăposturi din beton care au rămas închise timp de aproape 50 de ani de la sfârșitul războiului. Între timp au început să fie folosite pentru nevoile micului comerț. La sfârșitul războiului o parte din fațada gării a trebuit renovată, iar gara recompartimentată pentru a raspunde cerintelor noului său locatar, Militia. Cu aceasta ocazie au fost distruse ornamentele în stil Secession, în favoarea realismului socialist din epocă.
Wroclaw Główny a fost renovată și modernizată între anii 2010 - 2012, devenind una dintre atractiile turistice ale orasului.

## Destinații din gară
- Wrocław - Kłodzko
- Wrocław - Legnica
- Wrocław - Oleśnica
- Wrocław - Opole
- Wrocław - Poznań
- Wrocław - Ścinawa
- Wrocław - Wałbrzych
- Wrocław - Jedlina Zdrój
- Wrocław - Dresda Hbf via Görlitz - tren internațional operat de Deutsche Bahn.